# William McMillan
William McMillan (Frostburg, 29 de janeiro de 1929 — Encinitas, 10 de junho de 2000) foi um atirador esportivo estadunidense. Ele foi campeão olímpico na categoria de tiro rápido 25 metros masculino nos Jogos Olímpicos de Verão de 1960 em Roma. Também fez parte da equipe vencedora do Campeonato Mundial de 1952 e ganhou várias medalhas de ouro e prata nos Jogos Pan-Americanos entre 1955 e 1979.
McMillan alistou-se no Corpo de Fuzileiros Navais dos Estados Unidos em 1946. Ele foi nomeado segundo-tenente em 1953 e se aposentou como tenente-coronel em 1974. Ele serviu nas guerras da Coreia e do Vietnã.